# Ana Gros
Ana Gros (Slovenj Gradec, 21 januari 1991) is een Sloveense handbalspeler.

## Carrière
Gros eerste professionele club was RK Olimpija uit Ljubljana, waarmee ze in het seizoen 2008/09 deelnam aan de EHF Challenge Cup. In het volgende seizoen speelde de rechteropbouwster voor de Sloveense topclub RK Krim Ljubljana, waarmee ze het kampioenschap en de Sloveense beker won. In 2010 stapte Gros over naar de Hongaarse club Győri ETO KC, waarmee ze in 2011 en 2012 de competitie en de Hongaarse beker won. Verder stond ze in 2012 met Győri ETO KC in de finale van de EHF Champions League. In 2012 tekende ze een contract bij de Duitse Bundesliga-club Thüringer HC. Met die club behaalde ze in 2013 het kampioenschap en won ze de DHB Cup. In januari 2014 stapte Gros over naar de Franse eersteklasser Metz Handball. Met Metz won ze het Franse kampioenschap in 2014, 2016, 2017 en 2018. Vanaf het seizoen 2018/19 speelde ze voor Brest Bretagne Handball. Met Brest won ze in 2021 de nationale dubbel. Ook stond ze in het seizoen 2020/21 in de finale van de EHF Champions League, die werd verloren van Vipers Kristiansand. Met 135 doelpunten werd ze topscorer van dat toernooi. In de zomer van 2021 maakte ze de overstap naar de Russische eersteklasser ŽHK CSKA Moskou. In maart 2022 werd het contract met wederzijds goedvinden beëindigd en keerde ze terug bij RK Krim in haar thuisland. Vanaf de zomer van 2022 ging ze spelen voor Győri ETO KC.
Ana Gros maakte in 2007 haar debuut voor het nationale team van Slovenië.